# Parc des expositions du pays de Lorient
Le parc des expositions du pays de Lorient est un site multifonction situé à Lanester (Morbihan).

## Localisation
Situé à la sortie de la RN165, le Parc des Expositions se trouve rue Rouget de l'Isle, en face de la Zone Industrielle de Kerpont à Lanester.

### Accès
Le parc des Expositions est desservi par les transports en commun :
- Lignes de bus11, 31, 40E, 110, 111, T2, T3  Arrêt « PARC DES EXPOSITIONS » du réseau CTRL

L'accès routier peut s'effectuer :
- Au Nord, via la voie express N165, échangeur de Caudan (sortie D769 en venant de l'Ouest ou sortie 42 en venant de l'Est)[1]

L'accès aérien peut s’effectuer par :
- l'aéroport de Lorient Bretagne Sud, à 55 minutes de Paris

L'accès ferroviaire peut se faire grâce à :
- 8 à 9 allers-retours TGV quotidiens depuis Paris, nombreuses liaisons quotidiennes régionales avec Vannes, Quimper, Rennes et Nantes.

## Organisation générale
Le parc dispose d'une scène de spectacle STACCO de 350 m2, de trois gradins pour un total de plus de 2 000 places (un gradin de 1 204 places et deux gradins de 444 places), de 2 000 chaises, de cloisons mobiles, de salles de réunion, de loges et des bureaux. 

### Halls
Le hall 1 fait 3 000 m2, avec une hauteur de 12 mètres. Il peut accueillir 5 000 personnes au maximum (configuration debout), 3 000 places assises et 4 500 assis-debout.
Le hall 2 de 7 200 m2 peut lui accueillir 8 500 personnes au maximum (configuration debout), 5 000 places assises et 7 500 assis-debout. Il dispose de 31 sorties.
Situé entre les précédents, le hall 3 fait 700 m2 et peut recevoir 40 exposants.
Le hall 4 fait 900 m2 et peut recevoir 1 000 personnes debout ou 600 personnes assises.
Le parc des expositions dispose également de 4 salles de réunions équipées.

## Historique
Le parc est inauguré en septembre 1988. Il est géré depuis sa création par la SEGEPEX, société mixte dont le capital est détenu principalement par la Lorient Agglomération. 
Il a été récompensé par la FSCEF (Fédération foires, salons, congrès et événements de France) avec le prix du « Parc de l'année » et par la Fédération nationale des Sem par le « Sem d'or » pour l'organisation du salon Itech'mer.

### Événements
Le parc des expositions reçoit et organise une cinquantaine d'événements par an et a accueilli, entre 1988 et 2019, plus de 780 [manifestations (plus de 4,2 millions de visiteurs en 30 ans).
Divers salons grand public et professionnels se tiennent chaque année. 
Des grands concerts ont vu se produire des chanteurs de renommée nationale et internationale : Sting, Joe Cocker, Johnny Hallyday, Michel Sardou, Eddy Mitchell, Charles Aznavour, Renaud, Jean-Jacques Goldman, Francis Cabrel, Alain Souchon, Deep Purple, Jacques Dutronc, Indochine, Patrick Bruel, des humoristes (Laurent Gerra, Jean-Marie Bigard, Franck Dubosc, Stéphane Rousseau, Michael Gregorio)…
Le parc accueille également des grands spectacles (Star 80, chœurs de l'Armée Rouge, cirques, spectacles sur glace, spectacles de Noël), des festivals électro, techno ou reggae. 
Le parc des expositions reçoit également des rencontres professionnelles, congrès, conventions, séminaires....